# LG G6
O LG G6 é um smartphone Android que foi desenvolvido pela LG Electronics. Foi anunciado durante o Mobile World Congress em 26 de fevereiro de 2017, como o sucessor do LG G5.
O G6 se distingue pela sua exibição, que apresenta uma relação de aspecto maior, 18:9, do que a relação de aspecto 16:9 da maioria dos smartphones. Uma variante, chamada LG G6+, foi anunciada em 19 de junho de 2017, com 128 GB de armazenamento e 6 GB de RAM.
Existem outros modelos além desses, como: LG k200 LG K4; ou um LG K10.

## Especificações

### Hardware
O LG G6 utiliza um chassi metálico com um suporte de vidro e tem certificação IP68 para resistência à água e à poeira. Está disponível em acabamentos em preto, branco e prata. O G6 possui uma tela LCD FullVision IPS de 1440p, com um tamanho diagonal de 5,7 polegadas. A LG afirmou que pretendia que o G6 fosse um telefone de tela grande que ainda seria compacto e viável para o uso de uma mão; a tela usa uma relação de aspecto 2:1 (comercializada como 18:9) que é mais alta do que as telas 16:9 usadas pela maioria dos smartphones. O G6 também foi projetado com bezels finos, e é um tamanho um pouco menor do que o G5. Para permitir o reforço em torno dos cantos do visor, o próprio painel de exibição possui bordas arredondadas. A tela também suporta HDR10 e Dolby Vision de alta velocidade dinâmica.
O G6 utiliza o processador Qualcomm Snapdragon 821 com 4 GB de RAM. É oferecido em modelos com 32 GB e 64 GB de armazenamento interno, expansível via cartão SD. O G6+, por outro lado, vem com 6 GB de RAM e 128 GB de armazenamento interno. O G6 inclui uma bateria de 3300 mAh; Ao contrário do G5, não é acessível pelo usuário. Os modelos dos EUA suportarão o carregamento sem fio, e todos os modelos suportarão Qualcomm Quick Charge 3.0. Os modelos em mercados asiáticos selecionados incluirão conversores digital-analógico (DAC) quad para melhorar a saída de som. O G6 deixa de ter o sistema de acessórios modulares do G5, que foi criticado pelos críticos. Da mesma forma que o G5, o G6 possui duas câmeras atrás, com um sensor padrão e um outro, grande angular. Ao contrário do G5, onde o sensor de grande angular tinha um tamanho de megapixel menor, ambas as câmeras utilizam sensores de 13 megapixels.

### Sistema operacional do aparelho
LG G6 vem com o Android 7.0 Nougat e interface LG UX. Algumas das aplicações internas da LG têm modos de paisagem aprimorados destinados a complementar a exibição 2:1; o aplicativo da câmera possui modos de disparo projetados para uso com fotos de proporção quadrada, 1:1 e podem exibir uma barra lateral do rolo da câmera ao tirar fotos 4:3 tradicionais. O tamanho da tela também complementa o modo de tela dividida original do Android Nougat para executar vários aplicativos de uma só vez. A LG anunciou que proporcionaria uma oferta promocional "G6 Game Collection" com US $ 200 de conteúdo no jogo para seis jogos no Google Play Store (Cookie Jam, Crossy Road, Genies & Gems, Spider-Man Unlimited, SimCity BuildIt e Temple Execução 2), orientada para aqueles construídos para jogadas com uma mão e otimizações para a relação de aspecto.

## Recepção
A CNET comparou o G6 com o G5 do ano anterior, bem como o seu principal concorrente de lançamento, o Samsung Galaxy S8. O design do G6 foi elogiado por ser mais elegante e expansivo do que o G5, embora menos elegante do que o design similar, e mais curvo, do Samsung Galaxy S8. A LG planejou mudar para uma bateria que não é removível, mas a bateria em si,  foi elogiada por ter uma capacidade maior do que a do LG G5. Foi reconhecido que, embora o G6 não inclua o mais recente processador Qualcomm Snapdragon 835 (tornando o Galaxy S8 melhor em desempenho nos benchmarks do que o G6), porém, não houve diferença notável no desempenho no uso real entre eles. As câmeras também foram elogiadas pela produção de "imagens nítidas e vibrantes", com qualidade sendo comparado com outros telefones emblemáticos recentes. Em conclusão, a CNET sentiu que o G6 poderia atrair os usuários que perderam sua confiança na Samsung após o recall do Galaxy Note 7, argumentando que "enquanto não tem nada de novo ou interessante, é o celular mais comercializável e amplamente atraente da LG ainda".